# Rolando Alphonso
Rolando Alphonso conosciuto anche come Roland Alphonso o Alphanso o The Chief Musician (L'Avana, 12 gennaio 1931 – Los Angeles, 20 novembre 1998) è stato un sassofonista giamaicano.
È stato un membro fondatore del gruppo ska The Skatalites.

## Biografia
Rolando Alphonso si trasferì in Giamaica all'età di due anni con sua madre; qui iniziò a studiare sassofono presso la scuola Stony Hill Industrial School.
Nel 1948 lasciò la scuola per unirsi all'orchestra di Eric Deans, per suonare poi in altri gruppi musicali, soprattutto del circuito degli hotel; le due prime incisioni furono come membro del gruppo di Baba Motta nel 1952.
Verso la metà degli anni cinquanta si unì al gruppo di Cluett Johnson: Clue J & The Blues Blasters suonando molte sessioni per Coxsone Dodd nel tipico stile di Rhythm and blues giamaicano.
Nel 1960 registrò per molti altri produttori come ad esempio Duke Reid, Lloyd "The Matador" Daley e King Edwards.
In questo periodo suonò in molti gruppi: The Alley Cats, The City Slickers, and Aubrey Adams & The Dew Droppers.
Nel 1963, dopo alcuni mesi passati nelle Bahamas partecipò alla formazione della Studio One Orchestra, il primo gruppo di turnisti del nuovo studio di registrazione di Coxsone: presto il gruppo cambiò il nome in The Skatalites.
Dopo che gli Skatalites si sciolsero, nell'agosto del 1965, Alphonso formò i Soul Brothers (con Johnny "Dizzy" Moore, Jackie Mittoo) per poi diventare The Soul Vendors nel 1967.
Incise il primo album a suo nome nel 1973 su etichetta Studio One.
Negli anni settanta, ottanta e novanta suonò in numerosi dischi che uscivano dagli studi giamaicani, soprattutto per Bunny Lee e suonò per molti gruppi.
Nel 1980 fu insignito dal governo giamaicano del grado di Ufficiale dell'Ordine di Distinzione, quinto più alto riconoscimento civico giamaicano.
Nel 1983 partecipò alla "reunion" degli Skatalites, con i quali suonò e andò spesso in tour fino alla sua morte, nel 1998.

## Discografia
- I Cover The Waterfront - 1962 - Port O Jam Hi-Fi - Prodotto da Coxsone Dodd
- ABC Rock Steady (with The Originals Orchestra) - 1968 - Gayfeet/High Note - Prodotto da Sonia Pottinger
- The Best Of Rolando Alphonso - 1973 - Studio One (Compilation) - Prodotto da Coxsone Dodd
- King Of Sax - 1975 - Studio One (Compilation) - Prodotto da Coxsone Dodd
- Brighter Shade of Roots - 1982 - Imperial - Prodotto da Bunny Lee
- Roll On - 1984 - Wackies - Prodotto da Lloyd Barnes
- Something Special: Ska Hot Shots - 2000 - Heartbeat (Compilation) - Prodotto da Coxsone Dodd
- I Cover The Waterfront - 1962 - Port O Jam Hi-Fi Recording - Prodotto da Coxsone Dodd